# Daniel Janies
Daniel Andrew Janies (* 8. August 1966 in Grosse Pointe, Michigan), manchmal auch als Daniel A. Janies zitiert, ist ein US-amerikanischer Evolutionsbiologe und Hochschullehrer für Biomedizin-Informatik an der University of North Carolina.

## Leben
Janies wuchs als Sohn von Andrew und Mary Ellen Janies in Detroit und Rochester, Michigan, auf. An der High School unternahm er 1983 als Austauschschüler seine erste Europareise nach Brüssel in Belgien. 1984 schrieb er sich an der University of Michigan in Ann Arbor ein, wo er 1988 den Bachelor of Science erlangte. Während seines Grundstudiums interessierte er sich für die Entwicklungsgenetik der Maus und verbrachte ein Sommersemester an der Biologischen Station der University of Michigan, wo er Limnologie und Ichthyologie studierte.
Nach seinem ersten Studienabschluss ging Janies nach Lyon, Frankreich, um in der Gewässerökologie zu arbeiten und bereiste mehrmals Westeuropa. 1989 kehrte er in die Vereinigten Staaten zurück. Für sein Doktoratsstudium ging er an die University of Florida, wo Larry McEdward sein Berater wurde. Auf dessen Vorschlag richtete Janies seinen Forschungsschwerpunkt auf das Innere von Embryonen der sich direkt entwickelnden Seesterngattung Pteraster. Dieses Langzeitprojekt erstreckte sich über einen Zeitraum von fünf Jahren und führte Janies und McEdward auf die Suche nach schwer fassbaren Tiefseeseesternen in Island, Schweden, Norwegen, New Brunswick, Washington, Alaska sowie im National Museum of Natural History der Smithsonian Institution. 1995 wurde er mit der Dissertation Reconstructing the evolution of morphogenesis and dispersal among velatid asteroids an der University of Florida zum Ph.D. promoviert.
Janies war von 1996 bis 1999 als Postdoc und von 2000 bis 2002 als Studienleiter am American Museum of Natural History tätig. Während seiner Zeit dort leitete er ein Team, das 2001 einen der größten Computercluster weltweit unter Verwendung handelsüblicher Komponenten aufbaute. Er initiierte die kartographische Erfassung genetischer Daten von Pathogenen in Relation zu geographischen Gegebenheiten und Wirtsarten. Von Januar 2003 bis Juli 2012 war Janies als außerordentlicher Professor an der Fakultät des College of Medicine der Ohio State University aktiv, wo er im Rahmen des Tree of Life Web Projects der National Science Foundation die Funktion eines nationalen Forschungsleiters einnahm. Zu seinen jüngsten Auszeichnungen zählen Projekte, die vom Verteidigungsministerium gefördert wurden, mit dem Ziel, das Verständnis der Verbreitung von Krankheitserregern zu vertiefen. Im Jahr 2012 kam Daniel Janies als Carol Grotnes Belk Distinguished Professor für Bioinformatik und Genomik an die University of North Carolina in Charlotte.
Janies ist Vorstandsdirektor des North Carolina Biotechnology Center. Er hat die Obama-Regierung im Weißen Haus sowie das Pentagon beraten und vor beiden Kammern des Kongresses der Vereinigten Staaten gesprochen. 2022 wurde Janies zum Co-Direktor für Computational Intelligence to Predict Health and Environmental Risks (CIPHER) ernannt.
2001 war Janies an der Erstbeschreibung der drei Leguan-Unterfamilien Enyaliinae, Leiosauridae und Leiosaurinae beteiligt. 2019 gehörte er zum Erstbeschreiber-Team des Seesterns Astropecten mcedwardi.